# Evans Wadongo
Evans Wadongo, né le 11 mars 1986, est un ingénieur et inventeur  kényan, cofondateur de GreenWize Energy Ltd, directeur exécutif et fondateur de SDFA-Kenya.  Il est diplômé en génie électronique et informatique de l' Université d'agriculture et de technologie Jomo Kenyatta au Kenya. Il est connu pour sa conception d'une lampe solaire.

## Biographie
Wadongo est né dans la partie occidentale du Kenya. Son père et sa mère sont tous deux enseignants. Il  fréquente les écoles primaires Manyonje et Bisunu, des écoles rurales situées à plus de 10 km  de son domicile, et auxquelles il se rend à pied quotidiennement.  Malgré l'absence d'électricité aussi bien chez lui qu'à l'école, il obtient de bons résultats et intègre l'école secondaire de Kakamega. Il rejoint ensuite l'Université d'agriculture et de technologie Jomo Kenyatta  où il obtient  son diplôme en juillet 2009 avec un baccalauréat ès sciences en électronique et en génie informatique.

## Entreprises
Wadongo conçoit une lampe solaire qu'il a baptise MwangaBora (swahili pour "bonne lumière") en 2004 afin de remédier à des problèmes d'éducation, de changement climatique, de la santé et de pauvreté dans les zones rurales du Kenya. Wadongo nomme l'ensemble du projet "Utiliser le solaire, sauver des vies", car il souhaite utiliser la technologie solaire comme moyen de sauver des vies dans les communautés pauvres dans lesquelles il a grandi,. 
En 2006, il fonde Sustainable Development For All-Kenya (SDFA-Kenya), une association à but non lucratif, dont les objectifs principaux sont  l'environnement, l'éducation et l'autonomisation économique. Wadongo en est le président fondateur. Le SDFA-Kenya reprend le projet  « Utilisez l'énergie solaire, sauvez des vies »,  qui combine ces trois éléments . SDFA-Kenya agit  dans toutes les régions du Kenya, ainsi qu'au Malawi en partenariat avec la Fondation Jacaranda.  
En 2013, il cofonde GreenWize Energy Limited, une entreprise sociale à but lucratif qui conçoit et met en œuvre des solutions d'énergie renouvelable. 

## Prix et reconnaissance
Evans  Wadongo a reçu de nombreux prix et distinctions en reconnaissance de son travail, et fait l'objet de mutiples reportages. Parmi les distinctions reçues : 
- il est élu comme l'un des dix meilleurs héros de CNN en 2010 [5]
- Le 30 mars 2011, Wadongo est  l'un des trois lauréats du  Prix Mikhaïl Gorbatchev dans la catégorie "L'homme qui a changé le monde" [6].
- Il remporte le prix Entrepreneur social exceptionnel en Afrique aux Africa Awards for Entrepreneurship qui se sont tenus à Maurice en 2013.
- Il est nommé Entrepreneur social de l'année par la Schwab Foundation pour 2011[7] La cérémonie de remise des prix s'est déroulée au Cap, en Afrique du Sud, lors du Forum économique mondial pour l'Afrique.
- Il a été finaliste au premier Prix de l'innovation pour l'Afrique organisé à Addis-Abeba en 2012. Il a également reçu le prix African International Achievers en 2012.

Il a été l'un des quatre porteurs de flambeau à représenter le Kenya lors du relais de la flamme aux Jeux olympiques de Londres en 2012. 
En août 2013, Wadongo a été nommé par le Diplomatic Courier comme l'un des « 99 meilleurs de moins de 33 ans » et figure sur une liste du MIT Technology Review concernant les 35 meilleurs innovateurs de moins de 35 ans .